# Метрополітен Тайн-енд-Віру
Метрополітен Тайн-енд-Віру (англ. Tyne and Wear Metro) — система ліній метрополітену, що обслуговує міста Ньюкасл-апон-Тайн, Гейтсгед, Сандерленд та Саут-Шилдс графства Тайн-енд-Вір, Англія. Метрополітен відкрився 11 серпня 1980 року. Більшість станцій в системі метро наземна, підземних станцій лише 9. В системі використовується стандартна ширина колії та живлення потягів від повітряної контактної мережі.

## Історія
На початку 1970-х років існуюча система залізничних ліній перестала відповідати транспортним потребам графства. У 1971
році вирішили розробити план перебудови існуючих ліній та будівництво тунелів в центрі Ньюкасла. На базі цього створити систему
метрополітену. Фінансування проєкту розділили між центральним урядом та місцевим бюджетом в пропорції 70/30.
Будівництво метрополітену почалося у жовтні 1974 року. В рамках реалізації проєкту було перебудовано 42 км існуючих
залізниць, побудовано 6,4 км тунелів в центрі Ньюкасла, побудовані нові та реконструйовані старі станції.

### Хронологія розвитку системи

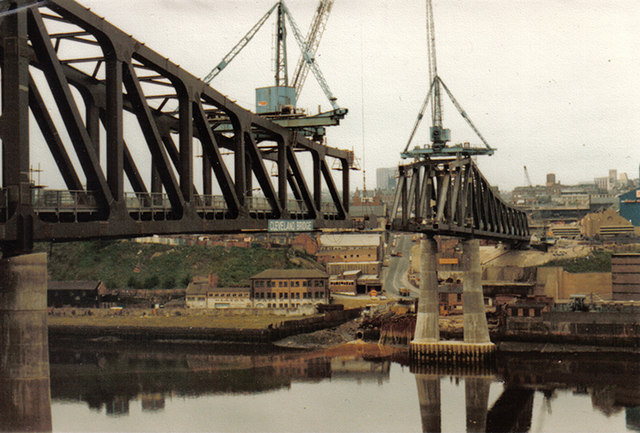
Будівництво метромосту,1978 рік

- 11 серпня 1980 — відкрита початкова ділянка з 14 станцій, Haymarket — Monkseaton — Tynemouth, без станцій Northumberland Park та Palmersville.
- 10 травня 1981 — розширення на 4 станцій, ділянка South Gosforth — Bank Foot, без станції Kingston Park.
- 15 листопада 1981 — розширення на 6 станцій, ділянка Haymarket — Heworth.
- 14 листопада 1982 — розширення жовтої лінії на 12 станцій, ділянка St. James — Manors — Tynemouth.
- 25 березня 1984 — розширення жовтої лінії на 6 станцій, ділянка Heworth — South Shields, без станцій Pelaw та Simonside.
- 15 вересня 1985 — відкрилися 2 станції Kingston Park та Pelaw.
- 19 березня 1986 — відкрилася станція Palmersville.
- 17 листопада 1991 — розширення зеленої лінії на 2 станції, ділянка Bank Foot — Airport.
- 31 березня 2002 — розширення зеленої лінії на 11 станцій, ділянка- Pelaw — South Hylton, без станції Park Lane.
- 28 квітня 2002 — відкрилася станція Park Lane.
- 11 грудня 2005 — відкрилася станція Northumberland Park.
- 17 березня 2008 — відкрилася станція Simonside.

## Лінії
Обидві лінії мають спільну ділянку з 13 станцій.
- Лінія 1 (жовта) — 42 станції
- Лінія 2 (зелена) — 31 станція

## Режим роботи
Працює з 5:30 до 00:00.

## Галерея

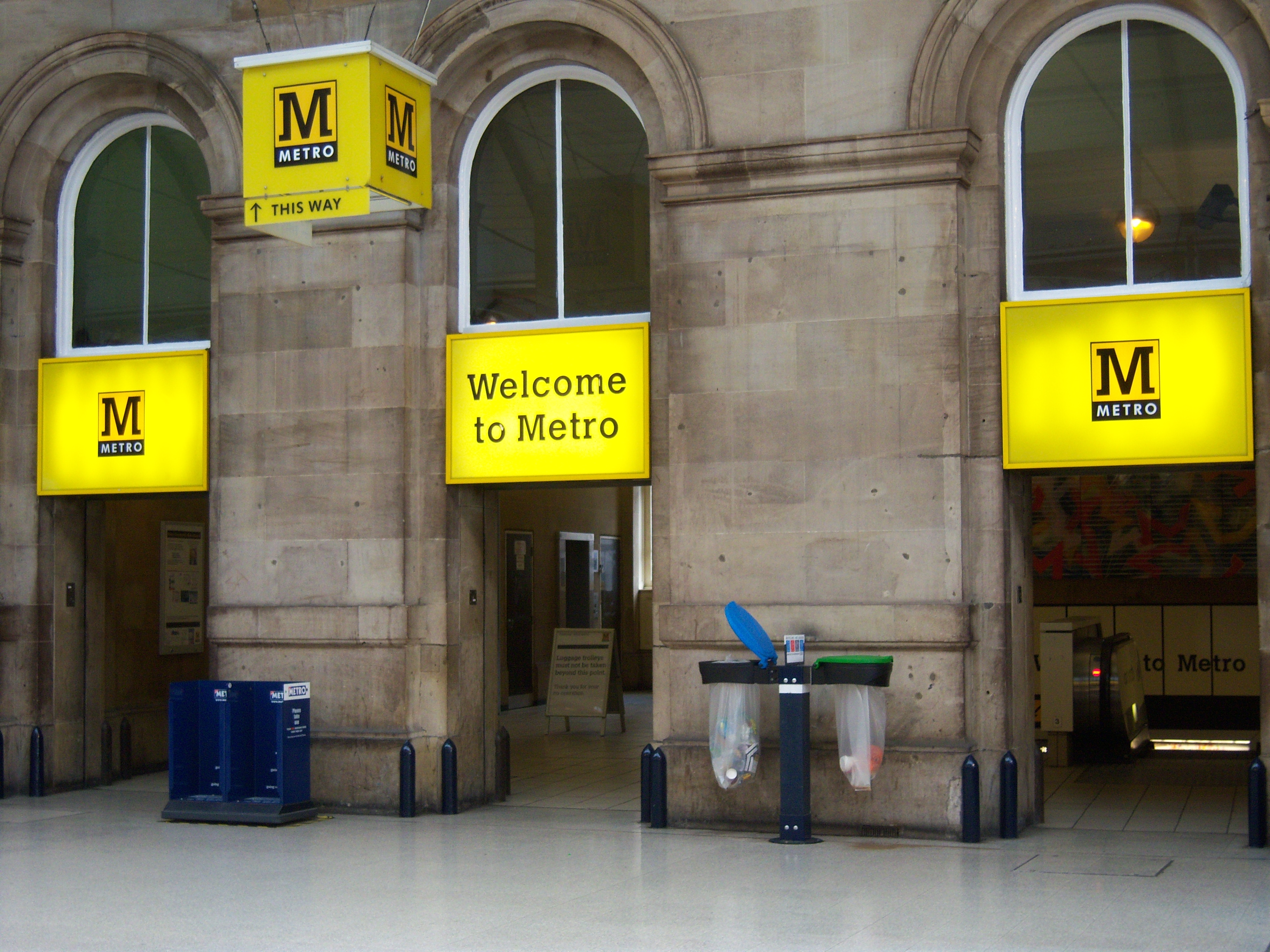
Вихід зі станції «Central Station»
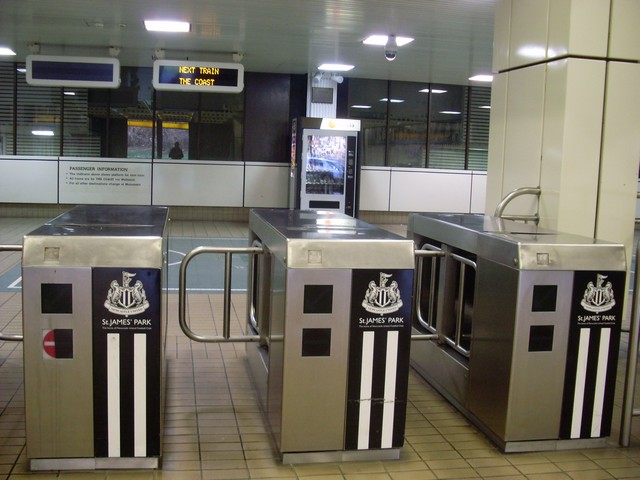
Турнікети на станції «St James»
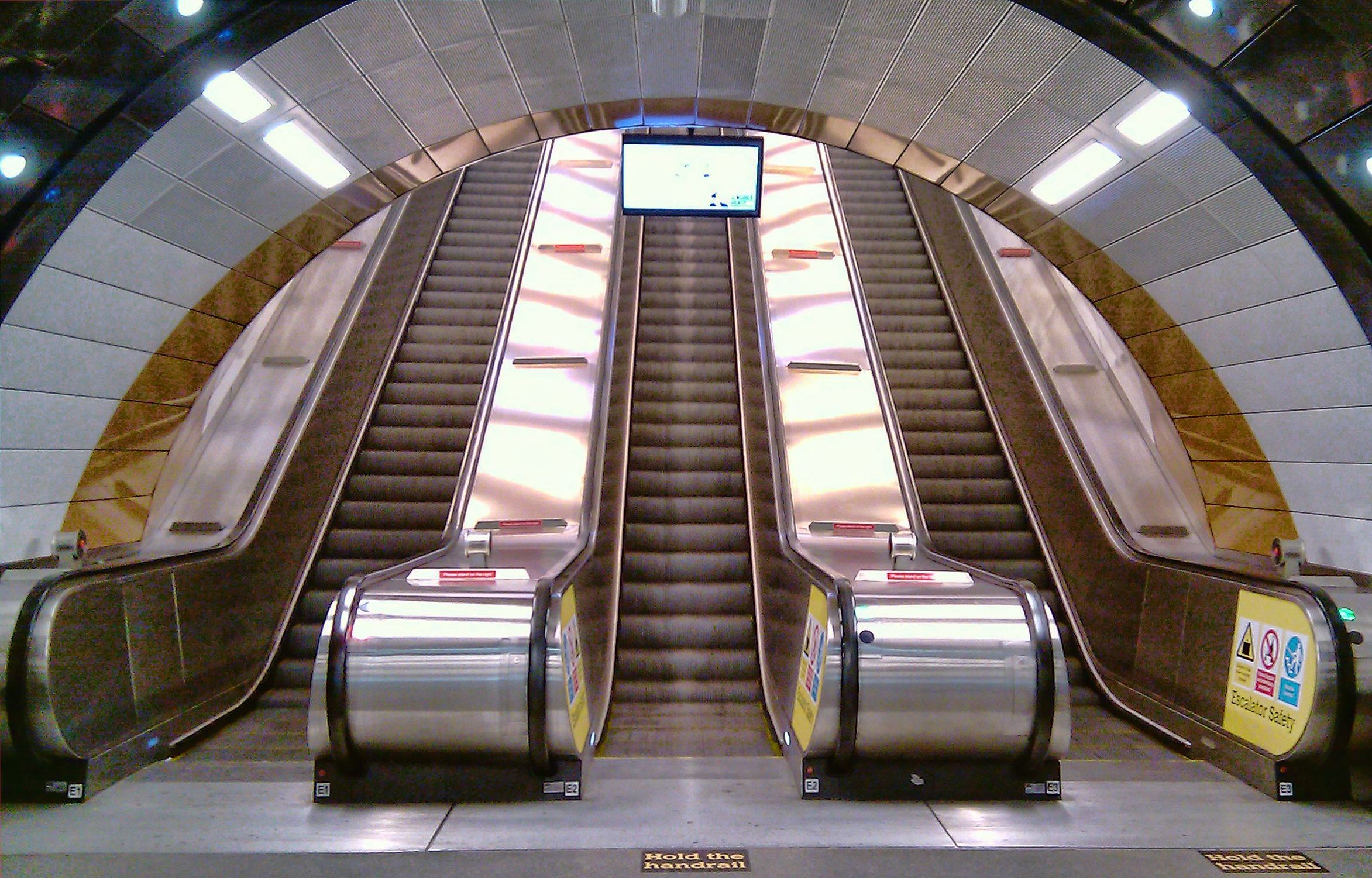
Ескалатори на станції «Haymarket»
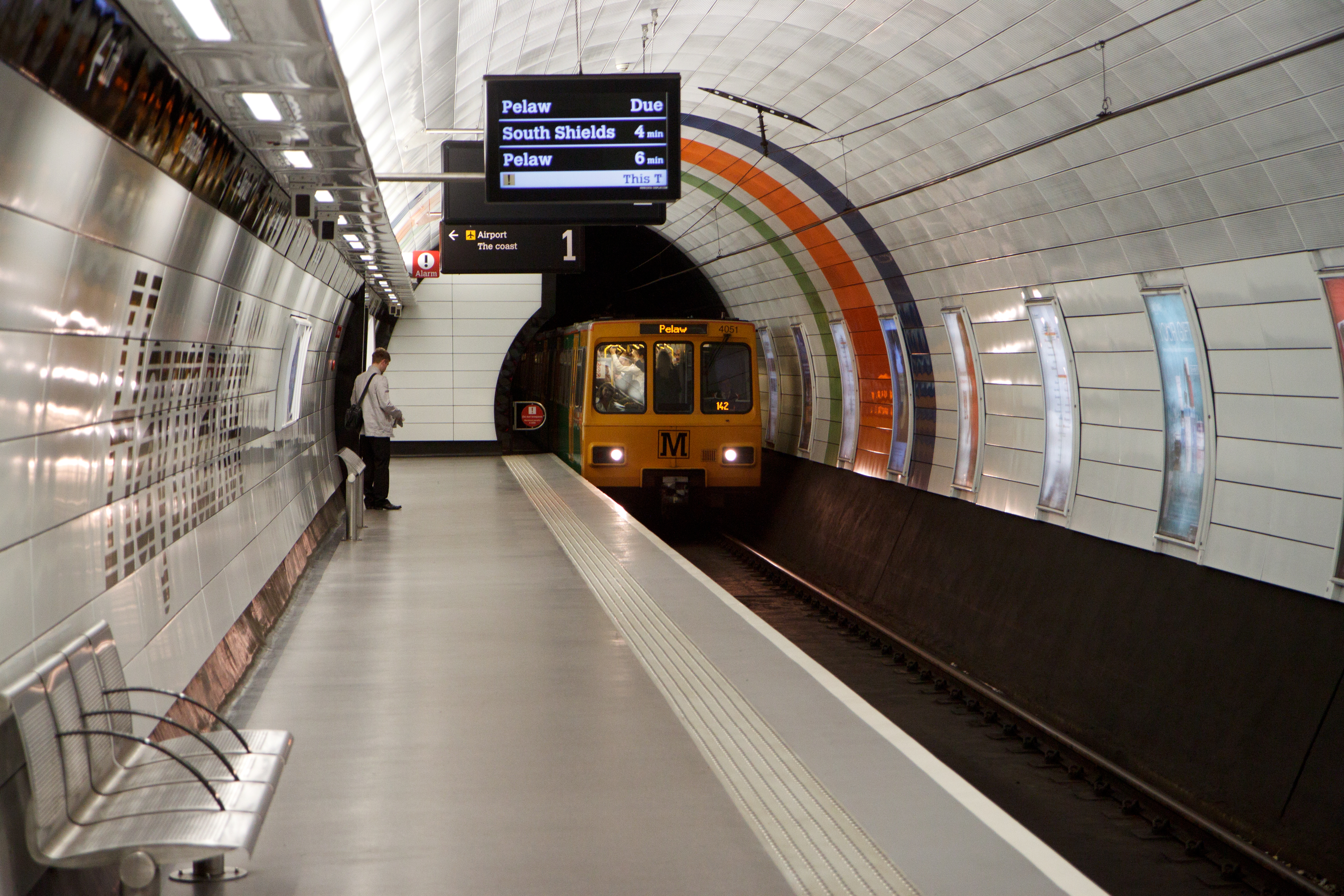
Платформа станції «Haymarket»
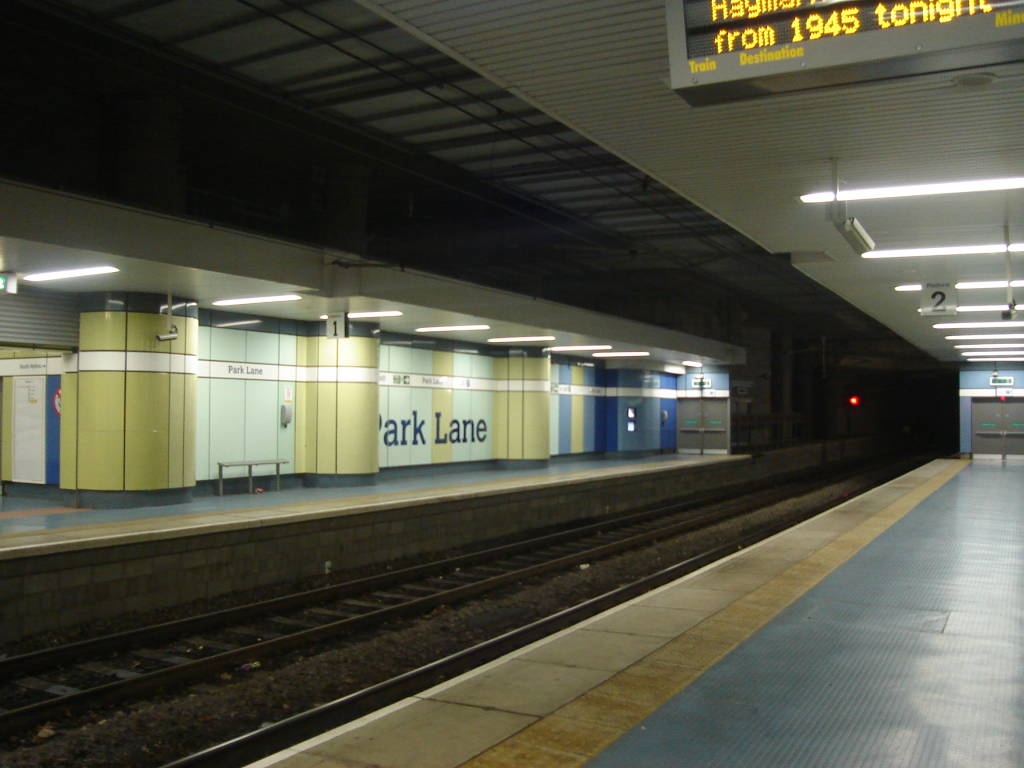
Станція «Park Lane»
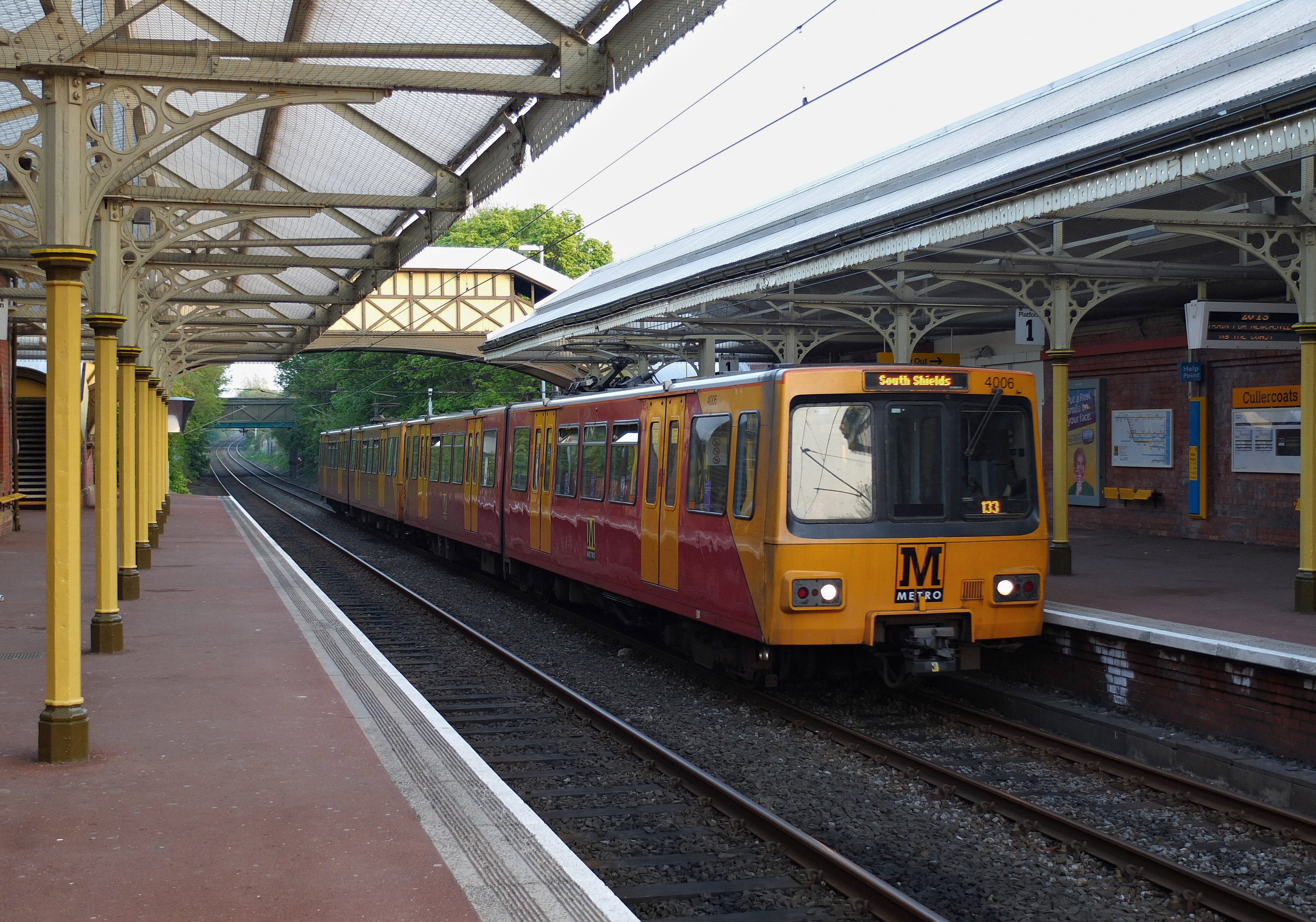
Станція «Cullercoats»
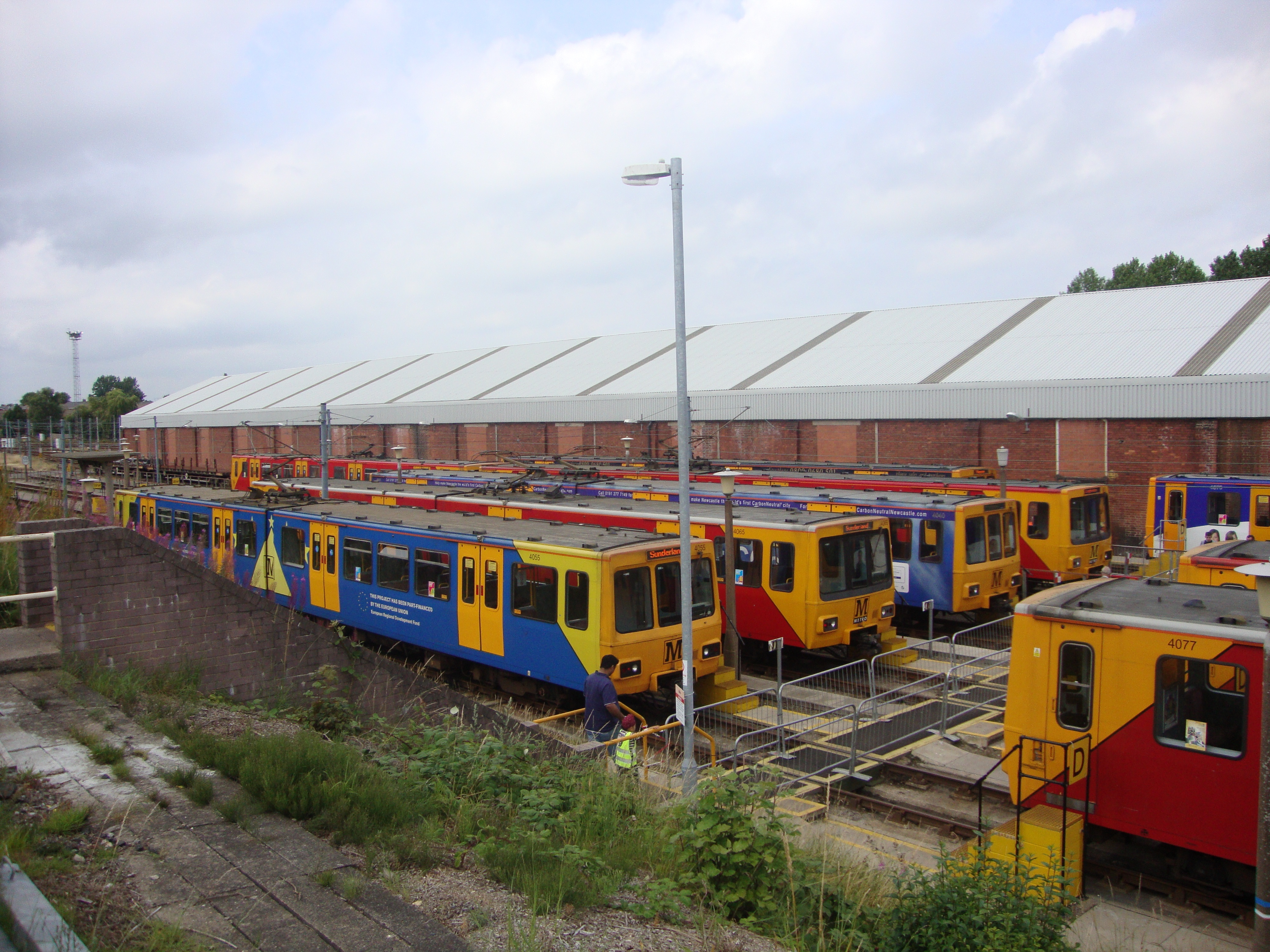
Депо
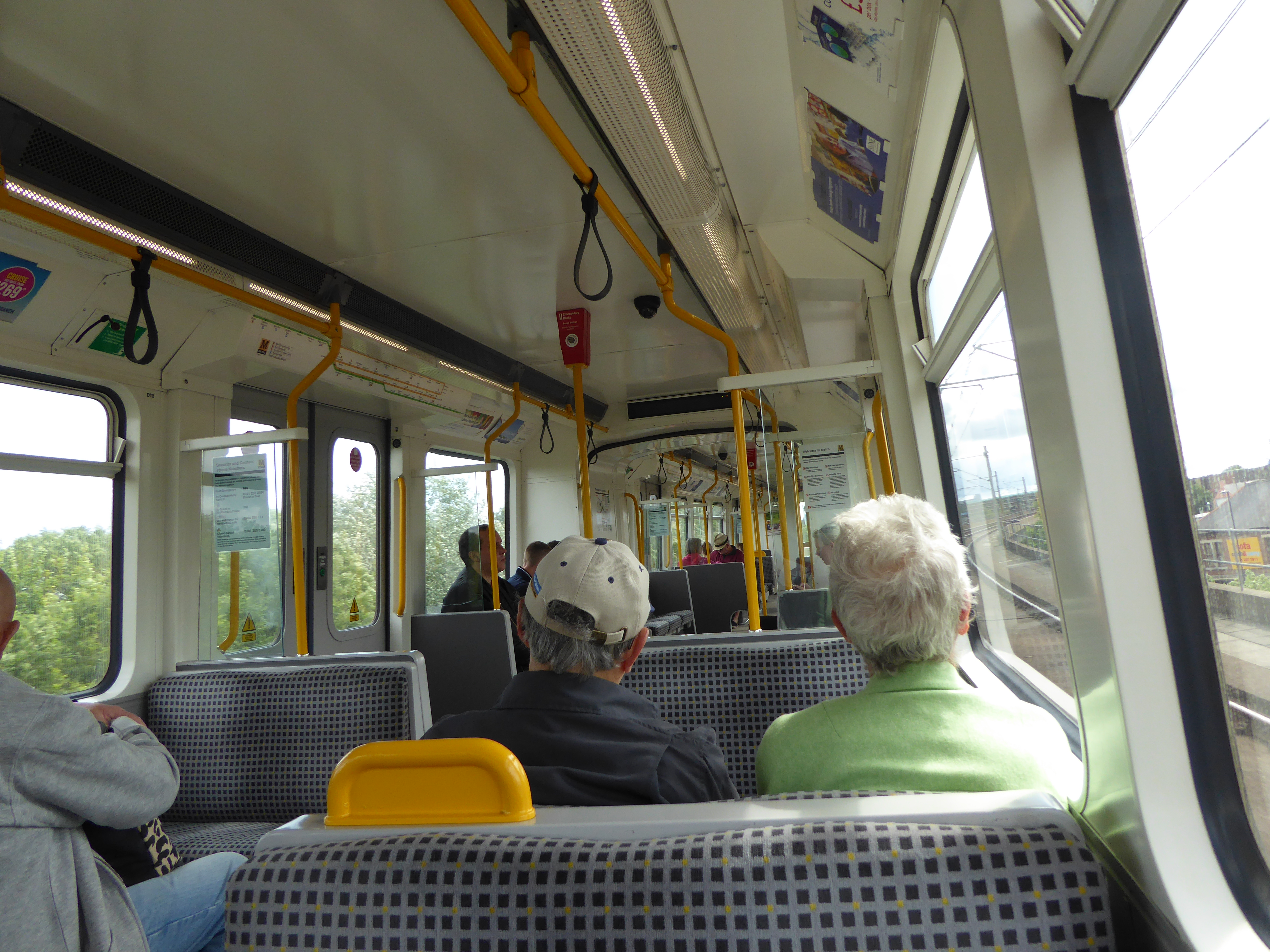
Всередині вагона